# Technomyrmex madecassus
Technomyrmex madecassus es una especie de hormiga del género Technomyrmex, subfamilia Dolichoderinae. Fue descrita científicamente por Forel en 1897.
Se distribuye por Comoras y Madagascar. Se ha encontrado a elevaciones de hasta 1550 metros. Vive en microhábitats como troncos podridos, ramas muertas y la vegetación baja.